# Sami Nouri
Pour les articles homonymes, voir Nouri.
Sami Nouri, né le 31 mars 1996 à Mazâr-e Charîf en Afghanistan, est un couturier et styliste français installé à Paris. Son parcours de vie atypique et, ses formations chez John Galliano et Jean Paul Gaultier, marquent ses créations : Paris Match le définit comme « le petit prince de la couture ».

## Biographie

### Fuite d'Afghanistan
Sami Nouri est né à Mazâr-e Charîf en Afghanistan, ville contrôlée par les talibans, d'un père tailleur,. Son grand frère est battu à mort. Lorsqu'il a cinq ans, sa famille décide de fuir l'oppression des talibans, et quitte Mazar-e-Sharif pour l'Iran. Une fois dans ce pays, Abbas Nouri, le père de Sami Nouri n'arrive pas à obtenir de titre de séjour, et crée un atelier de couture pour subvenir aux besoins de sa famille. Sami Nouri travaille comme souffleur de verre. Lui et sa jeune sœur n'ayant pas accès à l'école ou à une vie sociale, c'est à l'âge de neuf ans, dans l'atelier de son père, qu'il apprend la couture : « chaque jour qui passait, je voulais faire un truc pour ma mère; créer quelque chose de nouveau. ». 

### Exil en Turquie
Mais l'Iran reste hostile aux afghans. En 2010, la famille décide de reprendre son exode, cette fois-ci pour l'Europe en passant par la Turquie. Leur passage de l'Iran à la Turquie, en passant par les montagnes éprouvera beaucoup Sami Nouri, qui en dira : « tu marches sans savoir si tu vas arriver vivant, c'était cauchemardesque ! C'était si difficile, si épuisant, je ne sentais plus mes jambes. Je n'avais plus de forces. J'ai vu des gens tomber sous mes yeux dans des ravins, personne ne s'arrêtait pour les aider ou voir comment ils allaient. » Arrivés en Turquie, Abbas Nouri, prend la décision de séparer la famille afin de multiplier leurs chances de réussir à passer la frontière. Sami Nouri part seul avec un passeur, dans un avion à destination d'un pays européen, sans savoir lequel. Ce même passeur l'emmène en train jusqu'à la gare de Tours, et l'y abandonne,.

### Vie en France
Recueilli par la police puis pris en charge par des agents municipaux, les forces de l'ordre le confient à un foyer pour mineurs, avant que les services sociaux ne lui trouvent une famille d'accueil. Il n'abandonne pas la machine à coudre. Après le collège Jules-Ferry, où il apprend le français, il entre au lycée professionnel François Clouet en 2012 pour un bac pro métiers de la mode ; en même temps qu'il retrouve sa sœur Zara et sa mère Maryam, son père ayant été fusillé lors de son exode. Il effectue en 2013 un stage de trois semaines chez John Galliano, où il révèle son habileté à la machine à coudre, tant et si bien qu'il enchaîne avec un autre stage chez Jean Paul Gaultier. En 2014 il entre à l'école de la chambre syndicale de la couture parisienne et signe un contrat pro d'apprentissage de deux ans avec Jean Paul Gaultier. 
En 2017, Sami Nouri obtient la nationalité française et crée son atelier à Paris.

## Formation
- Lycée François Clouet, Tours.

- École de la chambre syndicale de la couture parisienne.

## Collaborations
Sami Nouri collabore depuis 2017 avec la marque de prêt-à-porter Saint-James, pour la réalisation d'une gamme portant sa griffe.

## Défilés

### Prêt-à-porter
- Tours, 2014[11].
- Saint-Tropez, 2015[11].
- La Croix-Valmer, 2015.

### Sur mesure
- Premier défilé sur mesure Exode, château du Bois-Guy, Parigné[12],[13].
- Défilé printemps-été 2018, Trianon Palace, Versailles.

## Publication
- Sami Nouri, La machine à coudre, Robert Laffont, 2022, 324p.